# Milzanello
Milzanello è una frazione del comune bresciano di Leno.

## Storia
La località è un piccolo villaggio agricolo di antica origine, da sempre costituito in comune e parrocchia.
Milzanello divenne per la prima volta frazione di Leno su ordine di Napoleone, ma gli austriaci annullarono la decisione poco dopo il loro arrivo nel 1816 con il Regno Lombardo-Veneto.
Dopo l'unità d'Italia il paese crebbe fortemente da quattrocento a ben più di milleseicento abitanti. Fu il fascismo a decidere la soppressione del comune unendolo definitivamente a Leno.